# Destination X
Destination X ist eine 2024 ausgestrahlte Spielshow des deutschen Fernsehsenders ProSieben in sieben Folgen. Das Format ist eine Adaption von Bestemming X, das beim flämischen Sender vtm am 20. Februar 2023 startete und danach in weiteren Ländern aufgelegt wurde.

## Konzept
Die teilnehmenden Promis – unterschiedlich zur belgischen und französischen Version, in der Normalos unterwegs sind – unternehmen eine Europareise in einem üblicherweise blickdichten Luxusbus – die Scheiben können aber auf Klick durchsichtig werden – und müssen ihren jeweiligen Aufenthaltsort herausfinden. Gelegentlich können alle oder einzelne Teilnehmer in die Umgebung blicken bzw. den Bus verlassen und danach darüber mit den anderen sprechen oder nicht. Die Regie arrangiert ziel- wie irreführende Hinweise zum Aufenthaltsort, die die Kandidaten in Spielen einzeln oder innerhalb von Teams auch gewinnen können. Am Ende jeder Folge muss jeder Promi den vermeintlichen Aufenthaltsort auf einer Europakarte auf einem Touchscreen markieren. Wer damit am weitesten vom tatsächlichen Standort entfernt liegt, scheidet aus dem Spiel aus. Der Staffelsieger erhält 50.000 Euro.

## Teilnehmer
| Platz | Teilnehmer        | bekannte Tätigkeit      | dabei ab Folge | raus in Folge | finaler Standort zwischenzeitlicher Standort |
| ----- | ----------------- | ----------------------- | -------------- | ------------- | -------------------------------------------- |
| 1     | Philipp Boy       | Turner                  | 1              | –             | ohne Raten des Standorts                     |
| 2     | Hanna Sökeland    | Reality-TV-Teilnehmerin | 1              | 7             | ohne Raten des Standorts                     |
| 3     | Andreas Elsholz   | Schauspieler            | 1              | 6             | Prag                                         |
| 4     | Max Bornmann      | Reality-TV-Teilnehmer   | 1              | 5             | Bratislava                                   |
| 5     | Leyla Lahouar     | Reality-TV-Teilnehmer   | 1              | 4             | Wien                                         |
| 6     | Nico Schwanz      | Reality-TV-Teilnehmer   | 2              | 3             | Venedig                                      |
| 7     | Ekaterina Leonova | Tänzerin                | 1              | 2             | Chamonix-Mont-Blanc                          |
| 8     | Tina Ruland       | Schauspielerin          | 1              | 2             | Vettignè                                     |
| 9     | Madita van Hülsen | Moderatorin             | 1              | 1             | Pisa                                         |

## Kritik
Für Alexander Krei von DWDL.de sprang in der Auftaktfolge der Funke nicht über und seine Erwartungen wurden nicht erfüllt.

## Ausstrahlung
Die Staffel lief donnerstags vom 7. November bis 19. Dezember 2024. Die ersten beiden Folgen wurden um 20:15 Uhr ausgestrahlt. Aufgrund schlechter Quoten tauschte der Sender den Sendeplatz der Reihe mit dem von Das große Promi-Büßen und setzte ihn ab der dritten Folge auf ca. 22:30 Uhr.